# Бибиково (Пензенская область)
Бибиково — село в Мокшанском районе Пензенской области, входит в состав Засечного сельсовета. 

## Расположение
Расположено в 11 км на северо-восток от центра сельсовета села Засечное и в 23 км на северо-восток от райцентра посёлка Мокшан.

## История
В 1677 г. пожалована земля дворянину Ивану Семеновичу Бибикову в Шукшинском стане Пензенского уезда. Впервые упоминается как «новое село Бибиково» в 7197 (1689) г. В 1699 г. упоминается как с. Михайловское или Архангельское (по церкви во имя Михаила Архангела), Бибиково тож. Принадлежало Ивану и Прокофию Семеновичам Бибиковым. В августе 1717 г. выжжена во время «кубанского погрома». В 1747 г. – село Архангельское, Бибиково тож, Шукшинского стана Пензенского уезда за помещиками: отставным прапорщиком Ив. Филипп. Бибиковым (13 ревизских душ), женой Алексея Вас. Енгалычева Степанидой Богдановной (13), Прасковьей Богдановной Лопатиной (19), Семеном Пименовичем Шильниковым (14), Иваном Артамоновичем Стяжкиным (18), подполковником Иваном Прокофьевичем Давыдовым (25), квартирмейстером Игнатием Ивановичем Стяжкиным (5), Петром Филипповитчем Бибиковым (9), адъютантом Филиппом Федоровичем Никифоровым (14), Акулиной Алексеевной Слепцовой (5), недорослем Матвеем Федоровичем Аксентьевым (5), драгуном Петром Павловичем Шильниковым (37), Анной Борисовичем Шильниковой (8), вдовой Федосьей Филипп. Зениной (3), вдовой Матреной Андреевной Плешивцовой (9), Василием Ивановичем Бибиковым (22), отставным капралом Кондратием Никитичем Стяшкиным (6), майором Иваном Федоровичем Бухольцовым (66), капралом Саввой Семеновичем Гагариным (9), вахмистром Петром Семеновичем Стяжкиным (4), вахмистром кирасирского полка Владимиром Семеновичем Стяшкиным (6), отставным квартирмейстером Ермолаем Семеновичем Стяшкиным (14), вдовой поручика Василия Ларионова Прасковьей Семеновной (9), сержантом Семеном Федоровичем Юрасовым (5), всего 350 ревизских душ. С 1780 г. – село Мокшанского уезда Пензенской губернии. В 1782 г. село Архангельское, Бибиково тож (82 двора), сельцо Горчанка (5 дворов) и деревня Шильникова (10 дворов) князей Енгалычевых, Надежды Михайловны Тургеневой, многих Стяшкиных, Шильниковых, Любови Евреиновой, девицы Веры Петровны, малолетних Петра и его сестры, девицы Анны Алексеевых детей Бибиковых, Шехмаметевых, Кологривовых, Настасьи Шумиловой, Аксентьевых, Алексея Федоровича Слепцова, Василия Васильевича Челюскина, Анны Ивановны Муромцевой, 107 дворов, всей дачи – 2173 десятины, в том числе усадебной земли – 60, пашни – 1698, сенных покосов – 2505 (ошибка, надо 250?), леса – 138. Село Бибиково располагалось на правых сторонах речки Саранги, Рысьевка тож, и оврага Большого Ржавца и на левой – безымянного отвершка; в селе церковь Архистратига Михаила и шесть господских домов деревянных; «Земля – чернозем, а на гористых местах с песком; урожай хлеба и травы средствен; лес мелкий, дровяной; крестьяне на оброке и на пашне». В 1785 г. показано за Аксентьевыми Василием и Капитоном Матвеевичами (17 ревизских душ); князем Александром Ивановичем Енгалычевым (17); Иваном Михайловичем Евреиновым (96), Прасковьей Богдановной Моисеевой (22); Анной Ивановной Муромцевой (14); Стяжкиными Андреем, Степаном, Яковом Ивановичами (63), Степаном Ермолаевичем (15), Ульяной Андреевной (15), Фролом и Василием Кондратьевичами (12); Шильниковыми Иваном Семеновичем и Марфой Федоровной (96 вместе с крестьянами в Гольцовке и Брюхатовке); Иваном Ивановичем Тургеневым (92 души вместе с крестьянами с. Сумароково), а также Петром Алексеевичем и Анной Алексеевной Бибиковыми (39 ревизских душ вместе с крестьянами д. Горчанки). Перед отменой крепостного права часть села показана за малолетними дворянами Сапицкими (правильно: Савицкими) – см. Сумароково. В 1877 г. – в Сумароковской волости Мокшанского уезда, 87 дворов, каменная церковь, построенная в 1813 г. В 1896 г. в ее приходе состояли крестьяне д. Рачада (располагалась смежно), д. Луговка (в 0,5 км), д. Слепцовка и д. Ивановка, Авксентьевка тож; церковноприходская школа. В 1910 г. – село Сумароковской волости Мокшанского уезда, 12 крестьянских общин, 106 дворов, церковь, церковноприходская школ, 2 водяные мельницы, 3 ветряных, шерсточесалка, кирпичный сарай, лавка; в это время при селе находился хутор из пяти дворов.
С 1928 года село являлось центром сельсовета Мокшанского района Пензенского округа Средне-Волжской области (с 1939 года — в составе Пензенской области). В 1955 г. — в составе Сумароковского сельсовета, центральная усадьба колхоза имени Ворошилова. В 1980-е годы — в составе Засечного сельсовета. 

## Население
| 1717  | 1747  | 1782 | 1864 | 1877 | 1897 | 1910 |
| ----- | ----- | ---- | ---- | ---- | ---- | ---- |
| 63    | ↗700  | ↘621 | ↘420 | ↗542 | ↗599 | ↗697 |
| 1926  | 1930  | 1939 | 1959 | 1979 | 1989 | 1996 |
| ↗1070 | ↗1323 | ↘880 | ↘376 | ↘161 | ↘92  | ↘89  |
| 2002  | 2010  |      |      |      |      |      |
| ↘72   | ↘60   |      |      |      |      |      |

## Известные люди
Бибиково — родина Героя Советского Союза, гвардии лейтенанта, командира танкового взвода Николая Ивановича Агеева (1922-1988), в боях под г. Катовице (Польша) в течение суток отразившего семь контратак противника; с 1981 г. – генерал-майор.